# تخیل مصنوعی
تخیل مصنوعی که به آن تخیل ماشینی نیز گفته می‌شود، به عنوان شبیه‌سازی مصنوعی از تخیل انسان توسط رایانه‌ها یا شبکه‌های عصبی مصنوعی با اهداف عمومی یا خاص تعریف می‌شود. شکل کاربردی آن به عنوان ترکیب رسانه ای یا رسانه مصنوعی شناخته می‌شود.
اصطلاح تخیل مصنوعی همچنین برای توصیف ویژگی ماشین‌ها یا برنامه‌ها استفاده می‌شود. برخی از ویژگی‌هایی که محققان امیدوارند موفق به شبیه‌سازی آن شوند عبارتند از خلاقیت، بینایی، هنر دیجیتال، شوخ‌طبعی و طنز.
در تخیل مصنوعی از ابزارها و مفاهیم بسیاری از زمینه‌های گوناگونی از جمله علوم رایانه، بلاغت، روان‌شناسی، هنر، فلسفه، علوم اعصاب، رایانش احساسی، هوش مصنوعی، علوم شناختی، زبان‌شناسی، تحقیق در عملیات، نوشتن خلاق، احتمالات و منطق استفاده می‌کند.
متخصصین در این زمینه در حال تحقیق بر روی جنبه‌های مختلف تخیل مصنوعی هستند، مانند تخیل مصنوعی (تخیل بصری)، تخیل مصنوعی (تخیل شنیداری)، مدل‌سازی یا فیلتر کردن محتوا بر اساس عواطف انسانی و جستجوی تعاملی. برخی از مقالات این زمینه احتمال می‌دهند که در آینده، پیشرفت تخیل مصنوعی منجر به ساخت یک دنیای مصنوعی شود تا حدی که «ممکن است مردم آنقدر در آن راحت باشند که از دنیای واقعی فرار کنند».
برخی از محققان مانند G. Schleis و M. Rizki بر روی استفاده از شبکه‌های عصبی مصنوعی برای شبیه‌سازی تخیل مصنوعی تمرکز کرده‌اند.
پروژه مهم دیگری توسط هیروهارو کاتو (به انگلیسی: Hiroharu Kato) و تاتسویا هارادا (به انگلیسی: Tatsuya Harada) در دانشگاه توکیو در ژاپن در حال انجام است. آنها کامپیوتری ساخته‌اند که از توصیف متنی یک شی بتواند تصویر آن را رسم کند، که می‌تواند ساده‌ترین راه برای تعریف تخیل باشد. ایده آنها بر اساس تعریف یک تصویر به عنوان مجموعه ای از پیکسل‌ها است که به دنباله‌های کوتاه تقسیم می‌شوند که مربوط به قسمت خاصی از یک تصویر است. دانشمندان این دنباله ای از پیکسل‌ها را «کلمات بصری» می‌نامند و از این دنباله‌ها می‌توان توسط ماشین با استفاده از توزیع آماری برای خواندن و درست کردن تصویری از شیئی که ماشین تا کنون با آن مواجه نشده‌است استفاده کرد.
موضوع تخیل مصنوعی مورد توجه محققان خارج از حوزه علوم رایانه نیز قرار گرفته‌است، مانند محقق برجسته ارتباطات گفتاری ارنست بورمن، که با ارائهٔ نظریه همگرایی نمادین روی پروژه ای برای توسعه تخیل مصنوعی در سیستم‌های رایانه ای کار کرد. یک سمینار تحقیقاتی میان رشته‌ای در مورد تخیل مصنوعی و هنر پس از دیجیتال از سال ۲۰۱۷ در Ecole Normale Supérieure در شهر پاریس برگزار می‌شود.
چگونه یک ذهن بسازیم: با تخیل به سوی ماشین‌ها اثر ایگور الکساندر یک کتاب و منبع دانشگاهی در این زمینه است. تخیل مصنوعی، یک رمان کلیددار و غیر آکادمیک که ظاهراً توسط یک سیستم تخیل مصنوعی به نام Kalpanik S. نوشته شده و توسط نشر "Center of Artificial Imagination, Inc." منتشر شده‌است، اولین کاربرد شناخته شده از این اصطلاح است.

## تخیل مصنوعی معمولی
کاربرد معمولی تخیل مصنوعی برای جستجوهای تعاملی است. جستجوی تعاملی از اواسط دهه ۱۹۹۰، همراه با توسعه وب جهانی و بهینه‌سازی موتورهای جستجو توسعه یافته‌است. بر اساس اولین پرس و جو و بازخورد از یک کاربر، نتایج جستجوی پایگاه‌های اطلاعاتی بهبود می‌یابند.
چگونه تخیل مصنوعی می‌تواند به جستجوی تعاملی کمک کند
تخیل مصنوعی به ما امکان می‌دهد تصاویر را ترکیب کنیم و یک تصویر جدید را بدون توجه به وجود آن در دنیای واقعی ایجاد کنیم، خواه در پایگاه داده موجود باشد یا خیر. برای مثال، کامپیوتری نتایجی را نشان می‌دهد که بر اساس پرس و جوی اولیه است. کاربر چندین تصویر مرتبط را انتخاب می‌کند و سپس فناوری این انتخاب‌ها را تجزیه و تحلیل می‌کند و تصاویر منتخب را برای تناسب با پرس و جو رتبه‌بندی کرده و سپس سازمان‌دهی مجدد می‌کند. در این فرایند، از تخیل مصنوعی برای ترکیب تصاویر منتخب و بهبود نتیجه جستجو با تصاویر ترکیبی مرتبط اضافه شده استفاده می‌شود. این تکنیک بر اساس چندین الگوریتم از جمله الگوریتم Rocchio و الگوریتم فرگشتی است. الگوریتم Rocchio , که یک نقطه پرس و جو را در نزدیکی نمونه‌های مرتبط و به دور از مثال‌های نامربوط قرار می‌دهد، ساده است و در یک سیستم کوچک که پایگاه‌های داده رتبه‌بندی شده دارد، به خوبی کار می‌کند. ترکیب تکاملی از دو مرحله تشکیل شده‌است: یک الگوریتم استاندارد و یک روش بهبود برای الگوریتم استاندارد. از طریق بازخورد کاربر، تصاویر بعدی ترکیب می‌شود تا با آنچه کاربر به دنبال آن است، متناسب باشد.

## تخیل مصنوعی متداول
تخیل مصنوعی تعریف کلی تر و کاربردهای گسترده‌تر و عمومی تری دارد. زمینه‌های سنتی تخیل مصنوعی شامل تخیل بصری و تخیل شنیداری است. به‌طور کلی، تمام اقدامات برای شکل‌دادن به ایده‌ها، تصاویر و مفاهیم را می‌توان به تخیل ارتباط داد؛ بنابراین، تخیل مصنوعی به معنای چیزی بیش از تولید نمودار و گراف است. به عنوان مثال، تخیل اخلاقی یکی از زیر شاخه‌های تحقیقاتی مهم تخیل مصنوعی است، اگرچه طبقه‌بندی تخیل مصنوعی بسیار دشوار است.
اخلاق بخش مهمی از منطق انسان است، همین‌طور که اخلاق مصنوعی در تخیل مصنوعی و هوش مصنوعی مهم است. نقد رایج به هوش مصنوعی این است که آیا انسان‌ها باید مسئولیت اشتباهات یا تصمیمات ماشین‌ها را بپذیرند؟ یا اینکه چگونه ماشین‌هایی بسازند که دارای رفتاری خوب باشند. از آنجایی که هیچ‌کس نمی‌تواند توصیف روشنی از بهترین قوانین اخلاقی ارائه دهد، ایجاد ماشین‌هایی با قوانین اخلاقی پذیرفته شده غیرممکن است. با این حال، تحقیقات اخیر در مورد اخلاق مصنوعی، تعریف اخلاق را دور می‌زنند. در عوض، روش‌های یادگیری ماشینی برای آموزش ماشین‌ها به تقلید از اخلاق انسانی می‌پردازد. همان‌طور که داده‌های مربوط به تصمیمات اخلاقی از هزاران نفر مختلف جمع‌آوری می‌شود، مدل اخلاقی آموزش دیده نیز قوانین بیشتر پذیرفته شده را منعکس می‌کند.
حافظه یکی دیگر از زمینه‌های اصلی تخیل مصنوعی است. محققانی مانند اود اولیوا کارهای گسترده‌ای روی حافظه مصنوعی به ویژه حافظه بصری انجام داده‌اند. در مقایسه با تخیل بصری، حافظه بصری بیشتر بر نحوه درک، تجزیه و تحلیل و ذخیره تصاویر توسط ماشین به روشی انسانی متمرکز است. علاوه بر این، مشخصه‌هایی مانند ویژگی‌های فضایی نیز در نظر گرفته می‌شوند. از آنجایی که این زمینه مبتنی بر ساختارهای بیولوژیکی مغز است، تحقیقات گسترده‌ای در علوم اعصاب نیز انجام شده‌است که آن را به نقطه تلاقی بزرگی بین زیست‌شناسی و علوم کامپیوتر تبدیل می‌کند.